# Social realism

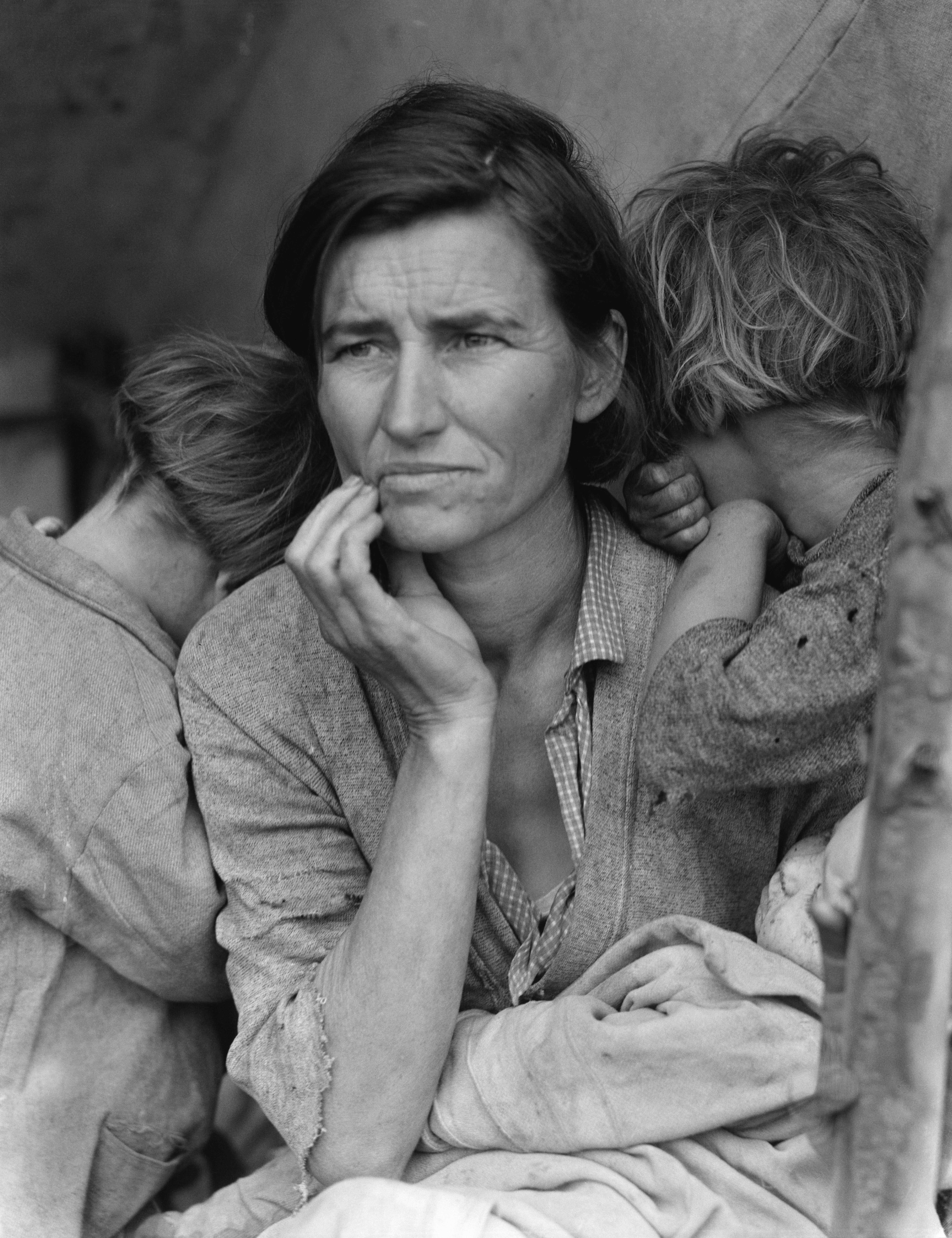
Dorothea Lange, Matka–migrantka, 1936, Biblioteka Kongresu Stanów Zjednoczonych

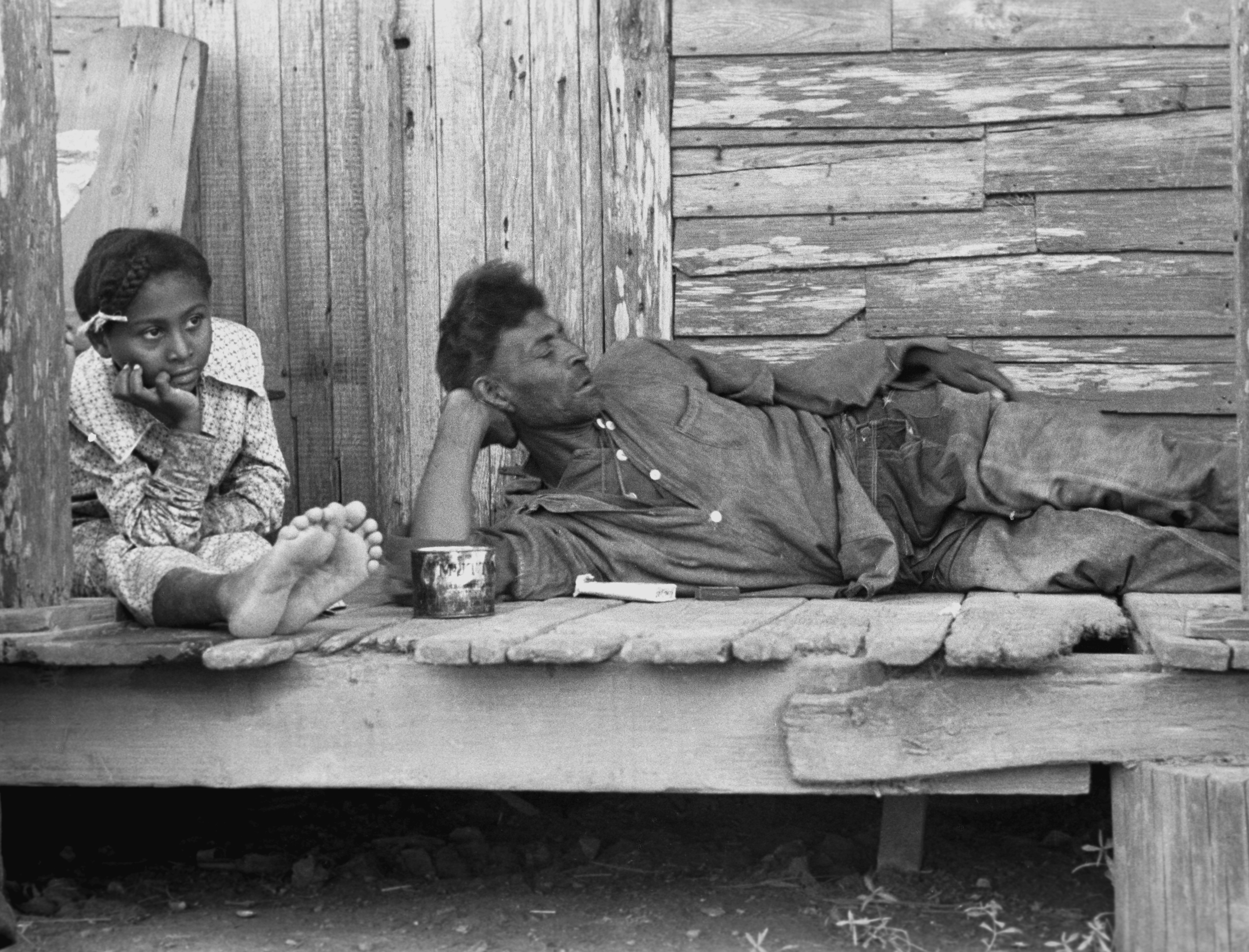
Ben Shahn, Florestine Carson, bezrobotny traper z córką, 1935

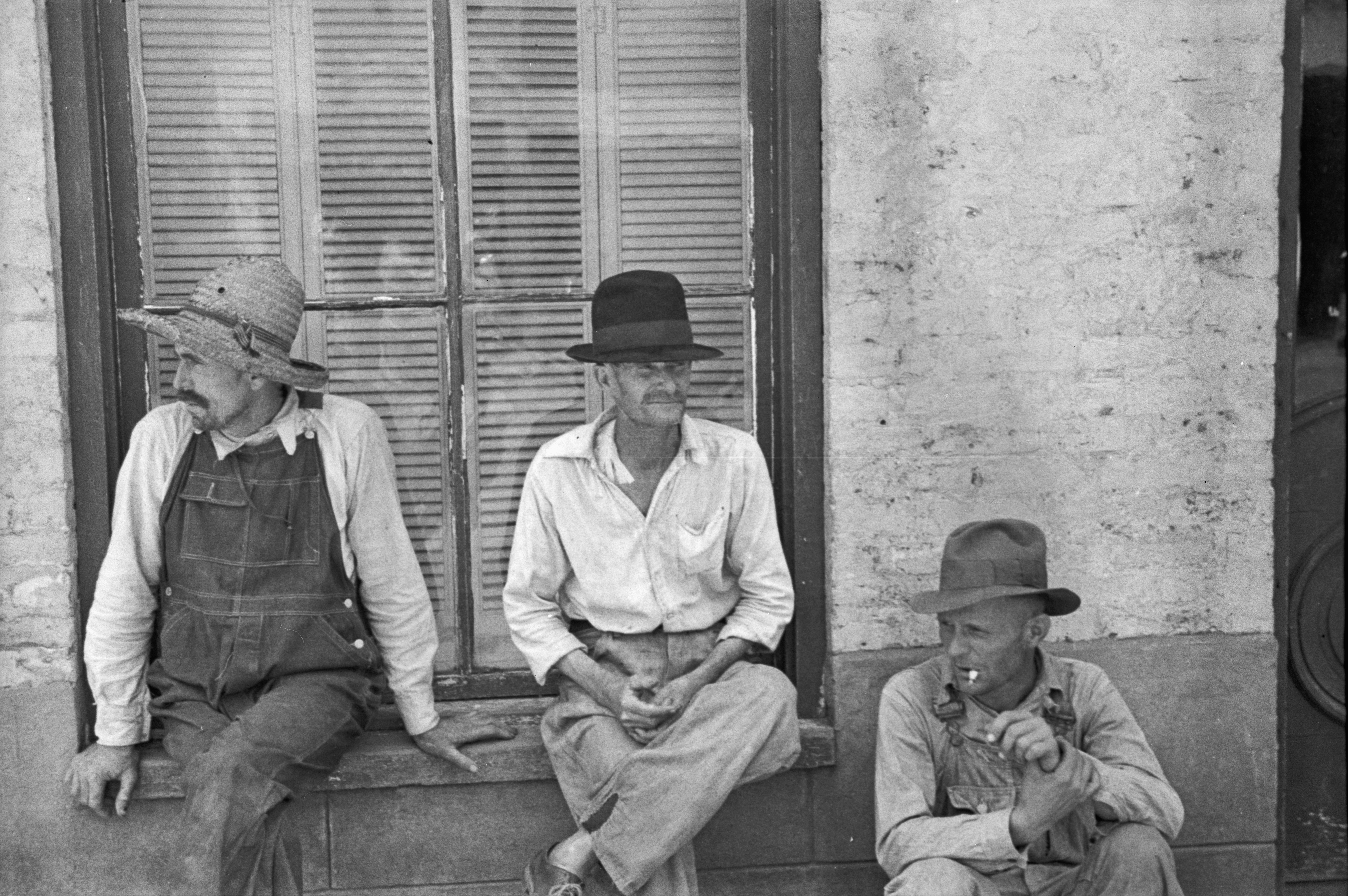
Walker Evans, Dzierżawcy pól bawełnianych w Hale County: Frank Tengle, Bud Fields i Floyd Burroughs (1935 lub 1936)

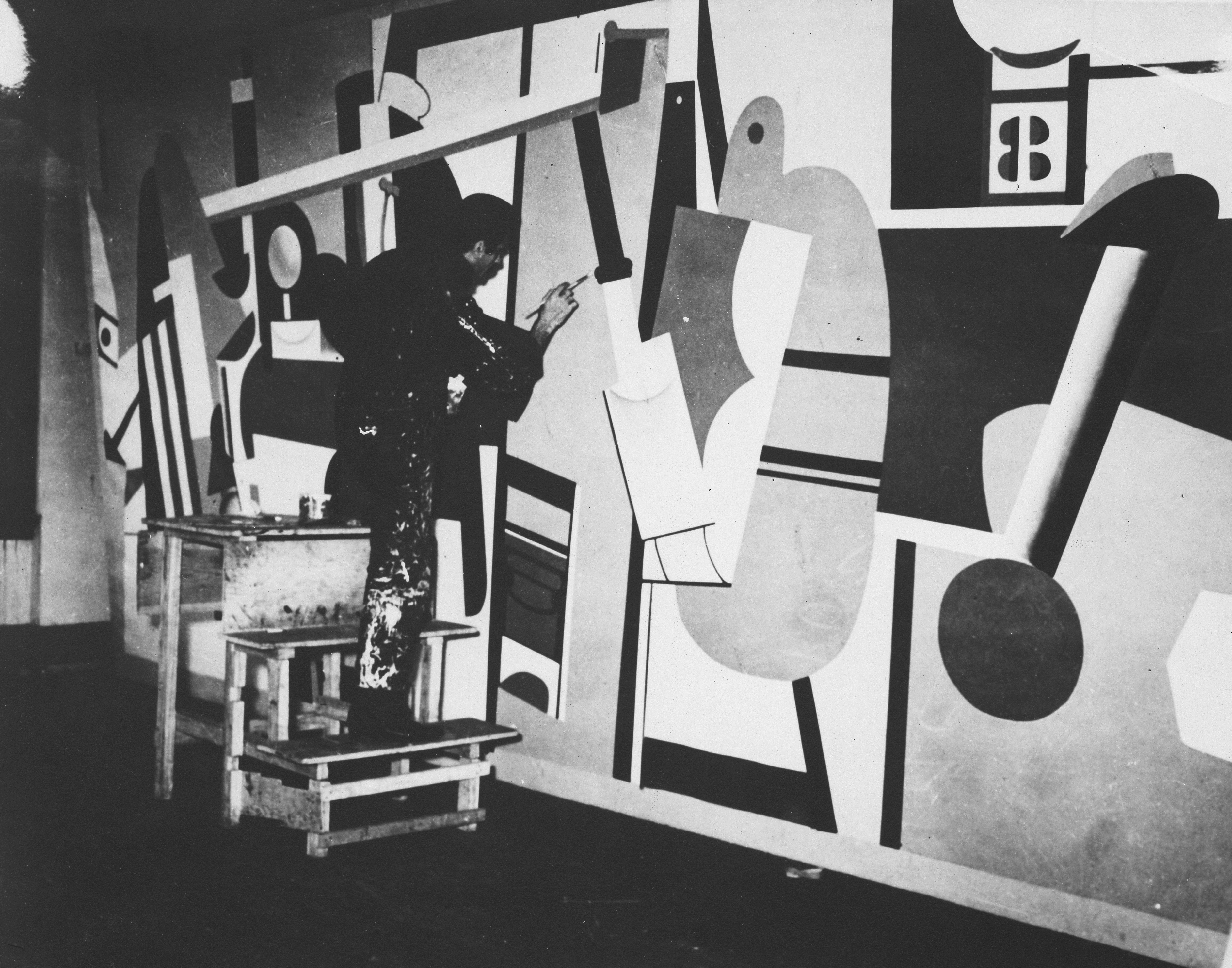
Arshile Gorky podczas pracy nad jednym z paneli do muralu Lotnictwo w porcie lotniczym Newark, 1936

Social realism – termin określający nurt w sztuce lat 20. i 30. XX wieku, mającej za temat proletariat, głównie miejski, przedstawiany w kontekście krytyki społecznej. Choć termin ten częściowo pokrywał się z socrealizmem, to pozbawiony był triumfalizmu tego ostatniego prezentując raczej krytykę społeczną w kategoriach demokracji, niż nawołując do rewolucji. Główne źródła tego nurtu to: XIX-wieczny realizm (Honoré Daumier, Gustave Courbet), dorobek amerykańskiego ruchu artystycznego Ashcan School (John French Sloan, Everett Shinn, William Glackens) oraz twórczość muralistów meksykańskich (Diego Rivera, José Clemente Orozco i David Alfaro Siqueiros).

## Historia
Pod wpływem wydarzeń lat 30. XX wieku, jak wielki kryzys i faszyzm wielu artystów amerykańskich odwróciło się od malarstwa abstrakcyjnego i przyjęło jako styl realizm. Pojawił się wówczas nurt określany jako american scene painting. Część działających w jego ramach twórców, określanych jako regionaliści, postawiła sobie za cel przedstawianie wyidealizowanej, często szowinistycznej wizji przeszłości wiejskiej Ameryki, inni natomiast zajęli się przedstawianiem problematyki miejskiego proletariatu: kryzysu gospodarczego, biedy i niesprawiedliwości. Wielu artystów trzymało się ideologii marksistowskiej, dopóki nie rozczarowało się komunizmem po takich wydarzeniach jak pokazowe procesy polityczne w Moskwie w latach 1936–1937 czy podpisanie paktu Ribbentrop-Mołotow. Choć twórcy spod znaku realizmu społecznego przedstawiali podobne tematy, co artyści sowieccy to realizm w ich wydaniu różni się od socrealizmu, mając więcej wspólnego z pracami artystów niemieckich jak Käthe Kollwitz czy przedstawiciele Nowej Rzeczowości (George Grosz, Otto Dix).
Social realism w Stanach Zjednoczonych zaczął tracić na znaczeniu po II wojnie światowej, gdy do głosu doszło malarstwo abstrakcyjne.

## Mecenat państwa
Załamanie na Nowojorskiej Giełdzie w 1929 roku pogorszyło również sytuację artystów, dzielących los zubożałego społeczeństwa. Po 1933 roku pojawił się w Ameryce mecenat państwa nad artystami, który zmienił ich położenie. Prezydent Franklin Delano Roosevelt wprowadził rządowy program pomocy najbardziej zubożałym artystom. Program ten, realizowany w ramach akcji Works Project Administration obejmował regularną dystrybucję subsydiów i zakup zamówień dla artystów. Na czele akcji stanął krytyk sztuki Holger Cahill. Efektem programu była pomoc udzielona tysiącom twórców. Ściany budynków rządowych w całym kraju pokryły malowidła i dekoracje. W Waszyngtonie, na budynku Departamentu Sprawiedliwości Stanów Zjednoczonych pojawił się mural Boardmana Robinsona. Choć mecenat państwa faworyzował style konwencjonalne, to jedno z wyróżniających się dzieł, mural Arshile’a Gorky’ego Lotnictwo: zmiana kształtów pod wpływem ciśnienia aerodynamicznego (Aviation: Change of Shapes Subjected to Aerodynamic Constraints) zawierał elementy malarstwa abstrakcyjnego.

## Źródła
Nurt social realism czerpał z osiągnięć XIX-wiecznego realizmu (Honoré Daumier, Gustave Courbet, Jean-François Millet). Rewolucja przemysłowa w XIX-wiecznej Anglii sprawiła, iż wielu miejscowych artystów, jak Luke Fildes, Hubert von Herkomer, Frank Holl i William Small poświęcało w swej twórczości uwagę zagadnieniom biedoty miejskiej. W latach 70. XIX wieku publikowali oni swe grafiki w tygodniku ilustrowanym The Graphic.
W XX wieku inspiracją dla social realism stał się ruch artystyczny Ashcan School i związani z nim malarze (John French Sloan, Everett Shinn, William Glackens) przedstawiający w swych obrazach miejską nędzę. Silny wpływ wywarli też meksykańscy muraliści jak: Diego Rivera, José Clemente Orozco i David Alfaro Siqueiros. Malowane przez nich murale, często o wydźwięku propagandowym, podkreślały ducha rewolucji i dumę z tradycji ludności rdzennej Meksyku (Historia Meksyku od podboju do przyszłości Diego Rivery, 1929–1930; 1935 czy Catharsis José Clemente Orozco, 1933). Artyści meksykańscy malowali swoje wielkie murale również w Stanach Zjednoczonych, a ich dzieła stały się przykładem popularnego malarstwa figuratywnego o treści społecznej.

## Twórcy
Główni malarze nurtu social realism (określani często jako miejscy realiści – urban realists) to: Ben Shahn, Reginald Marsh, bracia Moses i Raphael Soyer, William Gropper, Isabel Bishop. W swych pracach dokumentowali oni polityczne i ekonomiczne dramaty ludzkie. Z tą tematyką spokrewniona jest twórczość takich fotografów, jak: Margaret Bourke-White, Dorothea Lange, Walker Evans, George Biddle. Wykonywane przez nich zdjęcia stanowią charakterystyczne połączenie reportażu i kąśliwego komentarza społecznego. Fotografem był również Ben Shahn. Zdobył on rozgłos na początku lat 30. serią obrazów przedstawiających uwięzienie, proces i egzekucję włoskich imigrantów Sacco i Vanzettiego, postrzeganych powszechnie jako ofiary amerykańskiej ksenofobii.